# Wasif al-Turki
Wasif al-Turki (arabisch وصيف التركي,  gest. am 29. Oktober 867) war ein türkischer General im Dienste des Abbasidenkalifats. Er spielte eine zentrale Rolle bei den Ereignissen, die auf die Ermordung des Kalifen al-Mutawakkil im Jahr 861 folgten und als die Anarchie von Samarra bekannt wurden. Während dieser Zeit hatten er und sein Verbündeter Bugha al-Scharabi oft die Kontrolle über die Angelegenheiten in der Hauptstadt und waren für den Sturz mehrerer Kalifen und rivalisierender Beamter verantwortlich. Nach dem Tod von Wasif im Jahr 867 wurde seine Position von seinem Sohn Salih übernommen.
Al-Turki war mit beteiligt an der Ermordung des Kalifen al-Mutawakkil.
Nach der Ermordung al-Mutawakkils wurden dessen Sklaven aufgeteilt. Die Sängersklavin Mahbuba, die zudem eine Geliebte al-Mutawakkils war, kam zunächst an Wasif al-Turki, bis Wasif sie dem Offizier Bugha al-Kabir auf dessen Wunsch zum Geschenk machte, wodurch er sie wohl der Hinrichtung durch Wasif bewahrte.

## Rezeption
In dem 2023 erschienenen Videospiel Assassin’s Creed Mirage tritt Wasif al-Turki in der Handlung als Antagonist des Ordens der Ältesten auf. Der Spieler muss im späteren Verlauf in die türkische Garnsion im Stadtteil al-Scharqiyya eindringen, um ein Attentat auf al-Turki auszuführen. 